# En-ana-tuma
En-ana-tuma (sum. en.an.na.túm.ma)  - mezopotamska księżniczka, córka Iszme-Dagana (ok. 1953-1935 p.n.e.), króla  Isin, ustanowiona przez ojca najwyższą kapłanką boga księżyca Nanny w mieście Ur. Po podboju Ur przez Gungunuma (ok. 1932-1906 p.n.e.), króla Larsy, który pokonał w wojnie Lipit-Isztara (ok. 1934-1924 p.n.e.), następcę Iszme-Dagana, nie tylko zachowała ona swą pozycję, ale nawet odbudowała w Ur dla tego władcy dwie świątynie: świątynię E-hili (sum. é.hi.li) boga Utu oraz świątynię E-eszmedagala (sum. é.eš3.me.daġal.la) boga Dagana. W trakcie wykopalisk w Ur odnaleziono cegły z odciśniętymi na nich inskrypcjami En-ana-tumy, a także statuetkę z diorytu z umieszczoną na niej jej inskrypcją wotywną, w której dedykuje ona ten przedmiot bogini Ningal.